# Готель «Колоніаль»
«Готель "Колоніаль"» (англ. Hotel Colonial) — пригодницький фільм 1987 року спільного виробництва США та Італії.

## Сюжет
Американець Марко Веньєрі, який свого часу емігрував з Італії, приїжджає до Колумбії забрати тіло свого брата, якого місцева преса називає «відомим італійським терористом, який, імовірно, покінчив життя самогубством». Коли Марко прилітає до Боготи, то виявляє, що тіло зовсім не його брата. Він починає пошуки і дізнається, що його брат займається наркотиками, а в вільний від основних занять час розважається вбивствами індіанців.
Марко знайомиться зі співробітницею італійського посольства Ірен Коста, яка допомагає йому вийти на слід голови місцевого угруповання італійських терористів Роберто Карраско, який знає, де знаходиться його брат...

## У ролях
| Актор          | Роль                   |
| -------------- | ---------------------- |
| Джон Севедж    | Марко Веньєрі          |
| Рейчел Ворд    | Ірен Коста             |
| Массімо Троїзі | Вернер                 |
| Роберт Дюваль  | Роберто Карраско       |
| Анна Гальєна   | Франческа Веньєрі      |
| Клаудіо Баес   | Андерсон               |
| Деміан Бічір   | молодий клерк в готелі |